# 内戦

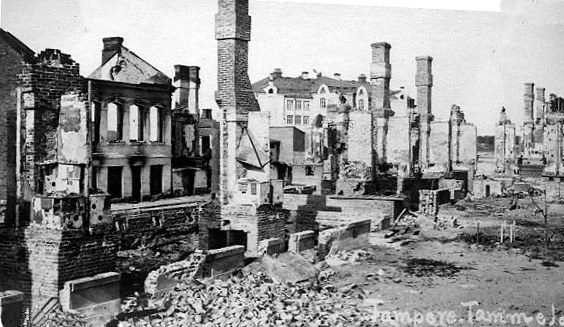
タンペレの戦い後の都市遺跡（フィンランド内戦; 1918年)

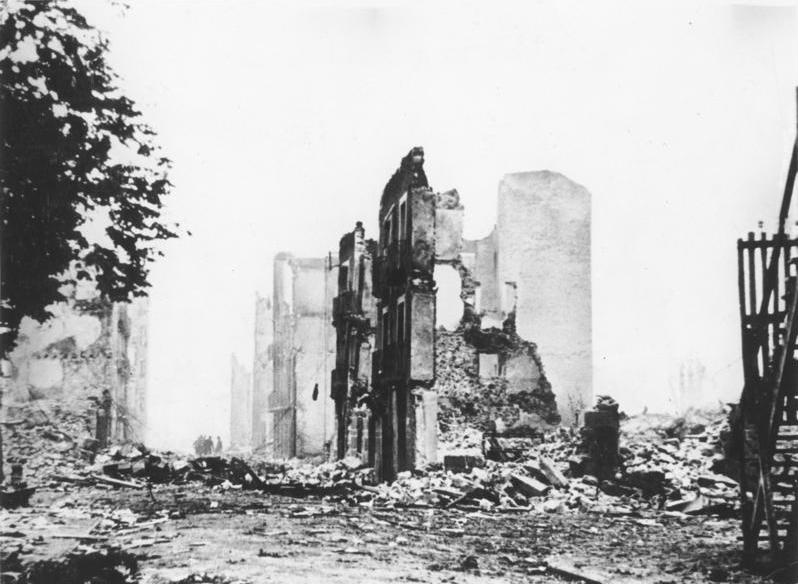
スペイン内戦（1937年）

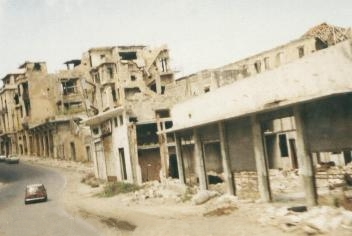
レバノン内戦（1978年）

内戦（ないせん、英: Civil war）は、国家の領域内で対立した勢力によって起こる、政府と非政府による組織間の武力紛争を指す。1816年以降に発生した内戦を収集したデータベースであるCorrelates of Warでは、内戦を「一国内で発生し、当該国政府が介入し、政府・反政府両勢力が拮抗した、年間死者が1000人に達する武力紛争」と定義しているが、この定義には異論もある。

## 用語
「内戦 (civil war)」と「内乱 (rebellion)」は同義に用いられることも多く、用語の使い分けは慣習的なもので、厳密な区別はない。例えば、スペイン内戦は「スペイン内乱」とも呼ばれる。しかし、一般的には暴動の範囲内である事象を「内乱」と呼び、武力を用いる形態にまで発展した事象を「内戦」と呼んで区別する場合もある。欧米言語では「civil war」(英語)や「bellum civile」(ラテン語)や「Bürgerkrieg」(独語)というように「市民戦争」「市民同士の戦争」という言い方をする。
ただし、近代的な国際関係・国際秩序が形成された1648年のヴェストファーレン条約前の時代では、内戦と対外戦争との区別は明確ではない。また、政府が倒されて政治体制が転換された場合にはフランス革命・共産主義革命・ルーマニア革命 (1989年)のように、内戦や内乱ではなく「革命」という表記を用いる場合も多い。]

## 国際法
国際法上の位置づけとしては、従来は中央政府が反乱側を交戦団体として承認しない限り戦時国際法は適用されず、交戦団体承認自体がアメリカ南北戦争を例外としてはほぼ行われなかったため、ほとんどの内戦は戦時国際法の範囲から外れていた。しかし、1977年のジュネーヴ諸条約第一追加議定書により、民族解放戦争に関しては戦時国際法の全面的な適用が可能となった。独立闘争を除く内戦に戦時国際法が適用されないことは以前と同様であるが、1949年のジュネーブ諸条約共通三条において、内戦時の戦闘外人員に対する人道的対応が義務づけられ、1977年のジュネーヴ諸条約第二追加議定書によってさらに保護は強化された。一方、通常の内戦においては政府軍および警察の行為は国内法的に治安維持上正当なものとされ、反乱側は犯罪者として内乱罪や殺人罪など通常の刑法が適用されることとなる。
国際関係における武力不行使の原則は国連憲章により確立しているが、第三国による内戦への介入に関しては、正統政府の要請による政府側からの介入に関しては容認されるとの解釈が一般的であるものの、違法との解釈も存在する。また、反政府勢力側に立っての介入は内政干渉、ひいては侵略にあたり違法とされる。

## 原因
まず内戦は、全国政府の座を争うためのものと、分離独立や自治権確立といった地方の分離主義によるものの2種類に大きく分けられる。1960年から2006年までのデータでは、発生した内戦のうちおおよそ7割が全国統治を、3割が分離独立を争う内戦だった。前者の例としては、戊辰戦争、国共内戦、シリア内戦、アンゴラ内戦などが挙げられる。後者については、「独立戦争」参照。

### 経済的要因
従来、内戦の原因としては国家内の各集団間の不平等や格差による不満が主因であると考えられてきた。これに対し、1998年にポール・コリアーとアンケ・ヘフラーが経済的利益のために内戦が起こるという説を提唱し、以後この「強欲対不満」論争は内戦研究の大きな潮流となったが、この枠組みでの分類を不適切であるとする研究者もいる。
1998年のコリアーとヘフラーの研究においては、まず貧困国の方が富裕国よりも内戦の可能性が高いこと、さらにそのなかでも経済成長がマイナスあるいは停滞している国家はさらに内戦の可能性が高まることが示された。これは、貧困国では治安維持予算が不十分なため警察能力や国軍の能力が低く反乱を起こしやすいことや、住民の収入が低い場合反乱に訴えた方がよりよい収入を確保できる可能性が高いことが理由と考えられている。例として、労働力が不足していて失業率が低い場合や、識字率が高くより仕事を求めやすい地域においては反乱の発生率が下がることが判明している。
さらにエドワード・ミゲルらによる2004年の研究では、アフリカにおいて旱魃が起きた年は平年に比べ内戦リスクが非常に高くなることが証明された。これは、旱魃によって収穫が大幅に減少したため地域住民の収入が減少し、反乱へとつながることを示しており、内戦が起きたから貧困になったのではなく、重大な経済的ショックによって貧しくなった人々がその改善を求めて内戦を起こすことを証明する結果である。
コリアーとヘフラーの研究ではまた、当該国が天然資源や一次産品に経済を頼っている場合、内戦の可能性が高まることも示された。経済の一次産品への依存度が26％になる場合が最も内戦の危険が大きく、およそ2割前後の発生危険性があるとされる。これは天然資源は現金化しやすく、反乱軍の資金源になりやすいことや、資源収入は不平等を作り出しやすいこと、資源収入があれば市民からの税収に頼る必要が減少するためガバナンスが劣悪化し市民の不満がたまりやすいこと、資源は地理的に偏在しやすく産出地の不満と野望を生みやすいこと、そして一次産品は価格が変動しやすく不況時に受ける経済的ショックが大きくなりがちであることなどが理由であると考えられている。
ただしその後研究が進み、たとえば石油収入が経済の大部分を占めるようになると、逆に内戦の危険は大幅に低下することが判明している。これは豊富な資金によって治安関係や国民福祉を大幅に増強することができるため、国民の不満が減り統治能力が増強されるためであると考えられている。また内戦リスクは資源の存在場所にも左右され、例えば陸上に油井がある国では内戦リスクが非常に高まるのに対し、海上油田のみの国では非資源国と同程度にまで内戦リスクは低下する。これは反乱する地元住民が存在せず、反乱者からの攻撃も防ぎやすいためであるとされる。同様にダイヤモンドでも、硬い岩盤のなかに埋蔵されている鉱床では内戦リスクの増加は見られないが、河川敷などで容易に採掘できる漂砂鉱床のある国では内戦リスクが増加するとの研究結果が発表されている。

### 不平等と不満
一般的なイメージとは違い、民族や宗教などの多様性は必ずしも内戦の可能性を高めるわけではないとの研究結果はフィアロン＆レイティン、コリアー＆へフラーの研究など複数存在する。一方で、2013年のラース・エリック・シダーマンの研究では、国家体制から政治的・経済的に疎外される民族集団が存在し、民族集団間で不平等が存在する場合は疎外された集団の反乱可能性は非常に高くなるとの結果が得られている。
バーバラ・F・ウォルター教授は、「アメリカは内戦に向かうのか」という著書において、アメリカが内戦に向かうメカニズムを説明した。アメリカ国内で多数派であった白人が、少数派へと転落することをきっかけに、力の喪失や身の安全を恐れて内戦を引き起こす恐れがあることを明らかにした。バーバラ氏は著書で、「内戦は、貧しい階級や抑圧された少数派民族が引き起こすのではなく、むしろ、かつては優越的な地位にいた多数派の民族が、徐々に少数派となり力を失いつつある時に、体勢が有利な早い間に政治的変化のために内戦を引き起こそうとする」として、内戦のメカニズムを明らかにした。同様のメカニズムで発生した内戦の事例として、旧ユーゴスラビア、イラク、シリア、リビアの内戦が著書では挙げられている。

### 政治的要因
中央政府の統治能力の低さは内戦につながりやすいと考えられている。ジェームズ・フィアロンとデビッド・レイティンは2003年の研究で、統治能力の低い国家では治安維持能力の強化や交通網の整備が不十分で、反乱が起こりやすいと指摘した。経済的な不満や地域的な対立などの不安要素が存在する場合においても、政府の統治能力が高い場合は内戦勃発リスクは大幅に減少する。
政府の統治能力の極端に低い、いわゆる失敗国家において、特に失敗の度合いがひどい場合は暴力の独占が崩れ、各地に軍閥が割拠し内戦が勃発する場合がある。内戦が激化した場合、1991年以降のソマリアのように中央政府そのものが事実上崩壊し、無政府状態となる例も存在する。
政体に関しては、閉鎖的な独裁政治と成熟した民主主義体制ではともに内戦リスクが非常に低くなる一方、独裁というほどではないが民主的でもない混合体制の国家において内戦リスクが高くなると考えられている。つまり、独裁度または民主度が高い体制ほど内戦は起きにくく、両方の中間に近くなるほど内戦は起きやすくなる。また、クーデターや革命などの非制度的な理由によって権力を握った指導者の統治下では、国民が政権に政治的正統性を認めないため内戦が勃発しやすくなり、内戦リスクが通常の指導者と同レベルにまで低下するのは約15年が必要となる。
地形に関しては、平地が多く見通しのよい地形の国家よりも、山地が多く地形の複雑な国家の方が反乱軍が発見されにくいために内戦リスクが高まるとの研究結果が存在する。

## 最近の傾向

1946年から2016年までの武力紛争数とその内訳。緑が植民地主義・帝国主義的戦争、青が通常の国家間戦争、黄色が内戦、赤が他国から軍事介入を受けた内戦を示す

2019年現在、国際連合の加盟国193カ国中50カ国以上が内戦状態にある。冷戦終結以降、国家間の武力衝突は非常に数が少なくなっており、武力紛争のほとんどは内戦となっている。
ウプサラ紛争データプログラムによれば、1940年代には20件/年以下だった内戦は1980年代には40件/年以上になり、ボスニア・ヘルツェゴビナ紛争が始まった1992年には50件/年を超えた。その後、2000年代には30件台/年まで減少したが、アラブの春が始まった2010年代に急増し、2015年以降は毎年50件/年を超えた。またシリア内戦のように周辺国やグローバル大国が内戦に介入する国際化した内戦も2013年以降急増しており、2015年には第二次世界大戦後初めて20件/年を超え、その後も超過が続いている。
内戦の特徴としては、冷戦期には高い軍事力を持つ政府軍に対し反政府軍側がゲリラ戦を行うものが半数以上を占めていたのに対し、冷戦後には政府軍側の軍備も劣悪化し、双方が明確な戦線を形成できずにゲリラ戦を行うタイプの内戦が増加している。双方が十分な軍備を保持し戦線を形成して正面から激突するタイプの内戦は、冷戦の前後を通じてそれほど発生数に変化は見られない。
内戦継続期間に関しては、全国支配権を巡る内戦は短く、分離独立を目指す内戦は長期化する傾向が明確に現れている。2004年のフィアロンの研究では、全国支配型の内戦は平均3年間継続するのに対し、資源の産地で利権を巡って起きた内戦は平均25年、少数派集団が土地の支配を求めて起こした内戦は平均30年と、非常に長く継続する。このため、資源型や分離型の反乱の多いサブサハラアフリカやアジアにおいて、内戦は長期化する傾向にある。
また、反政府勢力が複数存在することは珍しくなく、政府対反政府勢力だけでなく、反政府勢力間での武力衝突も頻繁に起こっている。コンゴ民主共和国内戦やソマリア内戦、ダルフール紛争などではこうした反政府勢力の群雄割拠が起き、和平交渉は困難を極めることとなった。

## 影響
内戦は、発生国の経済に大きな打撃を与える。内戦発生国の経済成長率は平均で1年あたり-2.3％になると推定されており、長期化すればこの打撃が累積してさらに経済は縮小する。そのうえ内戦は深刻な難民や国内避難民の問題を生み出す。2015年末時点で世界の難民は1548万人、内戦および暴力による国内避難民は4080万人と推定されている。2015年時点で難民が最も多く発生しているのはシリアで485万人が国外難民となっており、以下アフガニスタン、ソマリア、南スーダン、スーダンと、深刻な内戦に苦しむ国が難民発生数の上位を占めている。また、内戦中の公衆衛生システムの崩壊と難民の大量移動は感染症の流行リスクを増大させる。
内戦は近隣諸国の貿易や投資も減少させる上、当該国家は軍事支出を増大して内戦の波及に備えるため、紛争国隣接地域の経済をも悪化させる。内戦国における権力の空白と治安の崩壊は麻薬など違法物品の生産・流通の拠点を生み出すため、隣接国以外にも悪影響を及ぼす。
さらに、隣接国の内戦が直接波及して内戦が新たに勃発することすら珍しくない。例として、第一次リベリア内戦中の1991年、リベリアの反乱軍のリベリア国民愛国戦線 （NPFL）はシエラレオネの革命統一戦線（RUF）を支援して同国に侵攻させ、シエラレオネ内戦の発端となった。また1994年のルワンダ内戦でコンゴ民主共和国東部に大量に流れ込んだ難民はローラン・カビラのコンゴ・ザイール解放民主勢力連合 (AFDL) の蜂起を促し、第一次コンゴ戦争へとつながった。

## 介入
内戦には、しばしば他国からの介入が行われる。冷戦期には主にソビエト連邦から社会主義を掲げるゲリラに軍事援助が行われ、また欧米諸国からは自国民の保護を表向きの理由として自国利益のために内戦への介入を行うことが珍しくなかったが、冷戦終結後そういった露骨な介入は慎まれる傾向にある。一方、第一次コンゴ戦争・第二次コンゴ戦争においてルワンダやアンゴラといった周辺諸国がコンゴ民主共和国の内戦に介入したように、安全保障や政治的・経済的利益を求めて周辺諸国に直接軍事介入する事態は冷戦後にも存在している。
冷戦後、人道目的や地域安定目的といった、直接自国の利益につながらない目的での内戦介入も目立つようになってきている。各国が直接派兵を行うほか、西アフリカ諸国経済共同体（ECOWAS）やアフリカ連合、ヨーロッパ連合といった地域協力機構を通じた派兵も行われているが、紛争調停時に最も盛んに派兵されているのは国際連合平和維持活動である。
冷戦時代のPKOは停戦監視と兵力の引きはなしが主要任務であったが、冷戦の終結後、1992年に当時のブトロス・ブトロス＝ガーリ国連事務総長は増加する地域紛争を抑制するための予防外交という概念を提唱しPKOを大規模化・強化した。しかしこの試みはマケドニア共和国では成功したものの、ソマリア内戦（UNOSOM II）やボスニア・ヘルツェゴビナ紛争（UNPROFOR）では紛争の抑止に失敗し、国際連合ルワンダ支援団（UNAMIR）でもルワンダ虐殺を阻止することはできなかった。しかしその後もPKOの拡大強化は進み、内戦後も含めた平和構築にPKOが果たす役割は大きくなってきている。
こうした直接国益に関わらない介入が冷戦後増加したのにはいくつかの理由がある。まず、ルワンダやソマリアなどの内戦による人道危機が大きな波紋を呼び起こしたため、自国の世論への対策としてさらなる悪化を防ぐために大国はある程度の介入を迫られる場合がある。また、こうした内戦は隣接諸国に波及しやすいため、地域の動揺を最低限に抑えるために介入が迫られることもある。そして、国家の破綻はテロリストなどに拠点を与え国家安全保障上の問題を引き起こすため、ある程度の秩序の構築は国際秩序維持上不可欠と考えられるようになったことも理由となっている。
このほか、内戦の資金源を絶つため諸外国が経済制裁や貿易制限を行う場合もある。例えばダイヤモンドでは、1990年代にいくつかの国の反政府勢力が勢力範囲でダイヤモンドの採掘を行い主要な資金源としたため人道危機が発生し、紛争ダイヤモンドと呼ばれる大問題となったため、2003年にはキンバリー・プロセスが発効し、全てのダイヤモンド原石の輸出入に対してキンバリー・プロセス加盟国による適切な扱いの証明書を添付し、非参加国からの輸出入を禁じることで、紛争ダイヤモンドの排除と適切なダイヤモンド流通を行っている。

## 終結と内戦後
内戦は、武力によって片方の勢力が打ち倒されるか、あるいは交渉によって参加勢力間に和平協定や停戦合意が成立した場合に終結する。こうした和平交渉のほとんどでは外国や国際機関といった第三者が仲介し、和平のため調停を行う。こうした仲介者の意思は和平後の道筋に大きな影響を与える。また上記のように、内戦終結後もある程度情勢が安定するまでPKOは残留し、新国家の制度整備や選挙支援などの平和構築を行う。内戦中の人権侵害や戦争犯罪については、特に重大な犯罪を犯した個人に対し国際刑事裁判所への起訴と裁判が行われるものの、加盟国の偏りが指摘され、またアフリカを中心に国際刑事裁判そのものへの反発と不満も起きている。
内戦が終結後に再発する可能性は非常に高く、5年以内に約20％が、10年以内には約40％が再発すると推定されている。内戦終結後の政治体制では、閉鎖的な独裁体制の国では内戦再発率が25％にとどまるのに対し、民主的な体制では70％にものぼり、非民主的強権体制の方が内戦再発リスクが低くなるとされる。また内戦終結後に実施される選挙においては、選挙実施前年の内戦リスクが非常に減少するのに対し、選挙実施後から翌年にかけては内戦リスクは大幅に高まった。これは、選挙の敗者が勝者の横暴を予測して敗北を受け入れず、再び内戦へと訴えるためであると考えられている。

## 内戦一覧
近代的な国際関係・国際秩序が形成されたおもに17世紀後半以降の内戦のみをあげる。戦争一覧および独立戦争一覧も参照。
- 1605年–1618年 : 大動乱 （ロシア）
- 1641年–1649年 : イングランド内戦（イングランド - 三王国戦争）
- 1648年–1667年 : 大洪水時代（ポーランド）
- 1648年–1653年 : フロンドの乱（フランス）
- 1673年-1681年：三藩の乱（中国）
- 1700年 : リトアニア内戦（リトアニア）
- 1793年–1796年 : ヴァンデの反乱（フランス）
- 1796年-1804年：白蓮教徒の乱（中国）
- 1814年–1880年 : アルゼンチン内戦（es:Guerras civiles argentinas、アルゼンチン）
- 1820年–1823年 : スペイン内戦 (1820年-1823年)（スペイン）
- 1825年-1826年：デカブリストの乱（ロシア）
- 1828年–1834年 : ポルトガル内戦（ポルトガル）
- 1833年–1839年 : 第一次カルリスタ戦争（スペイン）
- 1835年 : トレド戦争（アメリカ合衆国）
- 1839年–1851年 : 大戦争（ウルグアイ）
- 1845年–1872年 : ニュージーランド戦争（en:New Zealand land wars、ニュージーランド）
- 1847年 : 分離同盟戦争（スイス）
- 1851年–1864年 : 太平天国の乱（中国）
- 1857年–1861年 : レフォルマ戦争（メキシコ）
- 1859年–1863年 : 連邦戦争（en:Federal War、ベネズエラ）
- 1861年–1865年 : 南北戦争（アメリカ合衆国） - Category:南北戦争
- 1868年–1869年 : 戊辰戦争（日本） - Category:戊辰戦争 - Category:戊辰戦争の戦闘
- 1877年 : 西南戦争（日本） - Category:西南戦争
- 1891年 : チリ内戦（en:Chilean Civil War、チリ）
- 1899年–1903年 : 千日戦争（コロンビア）
- 1918年–1922年 : ロシア内戦（ロシア）
- 1918年 : フィンランド内戦（フィンランド）
- 1922年–1923年 : アイルランド内戦（アイルランド）
- 1926年–1929年 : クリステロ戦争（メキシコ）
- 1927年–1949年 : 中華民国政府および諸軍閥の抗争、国共内戦（中国）
- 1936年–1939年 : スペイン内戦（スペイン）
- 1946年–1949年 : ギリシャ内戦（ギリシャ）
- 1947年 : パラグアイ内戦（パラグアイ）
- 1948年 : コスタリカ内戦（en:Costa Rican Civil War、コスタリカ）
- 1948年–継続 : ビルマ内戦（ビルマ）
- 1953年–1975年 : ラオス内戦（ラオス）
- 1955年–継続 : キプロス紛争（キプロス）
- 1955年–1972年 : 第一次スーダン内戦（スーダン）
- 1959年–2011年 : バスク紛争（スペイン）
- 1960年–1966年 : コンゴ動乱（コンゴ民主共和国）
- 1960年–1980年 : ローデシア紛争（ローデシア）
- 1960年–1996年 : グアテマラ内戦（グアテマラ）
- 1962年–1970年、北イエメン内戦（イエメン）
- 1964年–2017年 : コロンビア内戦（コロンビア）
- 1965年 : ドミニカ内戦（ドミニカ共和国、ドミニカ侵攻とも）
- 1965年–1979年 : チャド内戦 (1965年–1979年)（英語版）（チャド）
- 1967年–1970年 : ナイジェリア内戦（ナイジェリア、ビアフラ戦争とも）
- 1969年–継続 : フィリピン紛争(フィリピン)
- 1970年–1991年 : カンボジア内戦（カンボジア）
- 1970年 : ヨルダン内戦（ヨルダン）
- 1971年 : パキスタン内戦（当時の東パキスタン）
- 1974年–1991年 : エチオピア内戦（エチオピア）
- 1975年–2002年 : アンゴラ内戦（アンゴラ）
- 1975年–1991年 : レバノン内戦（レバノン）
- 1977年–1992年 : モザンビーク内戦（モザンビーク）
- 1978年–継続 : トルコ・クルド労働者党紛争（en:Turkey–Kurdistan Workers' Party conflict、トルコ）
- 1978年–継続 : アフガニスタン紛争（アフガニスタン）
- 1979年–1990年 : ニカラグア内戦（ニカラグア）
- 1980年–1992年 : エルサルバドル内戦（エルサルバドル）
- 1980年–2006年 : カザマンス紛争（セネガルのカザマンス）
- 1980年–2000年 : ペルー内戦（en:Internal conflict in Peru、ペルー）
- 1981年–1986年 : ウガンダ内戦（en:Ugandan Bush War、ウガンダ）
- 1983年–2009年 : スリランカ内戦（スリランカ）
- 1983年–2005年 : 第二次スーダン内戦（スーダン）
- 1987年–継続 : 神の抵抗軍の反乱（en:Lord's Resistance Army insurgency、ウガンダ、スーダン、コンゴ民主共和国、中央アフリカ共和国）
- 1989年–1996年 : 第一次リベリア内戦（リベリア）
- 1990年–1993年 : ルワンダ内戦（ルワンダ）
- 1991年–1994年 : グルジア内戦（en:Georgian Civil War、グルジア）
- 1991年–2000年 : ユーゴスラビア紛争・ボスニア紛争・コソボ紛争（ユーゴスラビア）
- 1991年–継続 : ソマリア内戦（ソマリア）
- 1991年–2002年 : シエラレオネ内戦（シエラレオネ）
- 1991年–2002年 : アルジェリア内戦（アルジェリア）
- 1992年–1997年 : タジキスタン内戦（タジキスタン）
- 1994年 : イエメン内戦（イエメン）
- 1994年–1996年 : 第一次チェチェン紛争（チェチェン）
- 1994年–1997年 : イラク・クルド内戦（en:Iraqi Kurdish Civil War、イラク）
- 1996年–2006年 : ネパール内戦（ネパール）
- 1996年–1997年 : 第一次コンゴ戦争（コンゴ民主共和国）
- 1998年–1999年 : ギニアビサウ内戦（ギニアビサウ）
- 1998年–2003年 : 第二次コンゴ戦争（コンゴ民主共和国）
- 1999年–2009年 : 第二次チェチェン紛争（チェチェンとその周辺）
- 1999年–2002年 : 東ティモール紛争（東ティモール）
- 1999年–2003年 : 第二次リベリア内戦
- 2002年–2007年 : コートジボワール内戦（fr:Crise politico-militaire en Côte d'Ivoire、コートジボワール）
- 2003年–継続 : ダルフール紛争（スーダン）
- 2004年–2007年 : 中央アフリカ共和国内戦（en:Central African Republic Bush War、中央アフリカ共和国）
- 2005年–2010年 : チャド内戦 (2005年–2010年)（英語版）（チャド）
- 2011年 : 第一次リビア内戦（リビア）
- 2011年–継続 : シリア内戦（シリア）
- 2013年–継続 : 南スーダンにおける政府軍と反政府軍の内戦（南スーダン）
- 2014年–継続 : ウクライナ紛争 (2014年-)（ウクライナ）
- 2014年–2020年 : 第二次リビア内戦（リビア）
- 2015年–継続 : イエメン内戦（イエメン）
- 2018年–継続 : エチオピア内戦（エチオピア）